# Home Nations Championship 1938
L'Home Nations Championship 1938 (in gallese Pencampwriaeth Rygbi'r Pedair Gwlad 1938) fu la 34ª edizione del torneo annuale di rugby a 15 tra le squadre nazionali di Galles, Inghilterra, Irlanda e Scozia, nonché la 51ª in assoluto considerando anche le edizioni del Cinque Nazioni.
Si tenne dal 15 gennaio al 19 marzo 1938 e fu vinto, per la 18ª volta, dalla Scozia che si aggiudicò il torneo a punteggio pieno; l'incontro di Twickenham che valse la conquista della Triple Crown grazie alla vittoria per 21-16 sull'Inghilterra fu il primo match di rugby a essere trasmesso in televisione dalla BBC.
La partita fu anche il primo evento agonistico internazionale presenziato dal recentemente coronato re Giorgio VI e dalla sua consorte Elisabetta, prima della quale nessuna sovrana era apparsa in tribuna a un incontro sportivo.
Il valore delle marcature, come stabilito dall’IRFB nel 1905, era: 3 punti per ciascuna meta (5 se trasformata), 3 punti per la realizzazione di ciascun calcio piazzato o mark, 4 punti per la realizzazione di ciascun drop.

## Nazionali partecipanti e sedi
| Squadra     | Città           | Impianto interno      |
| ----------- | --------------- | --------------------- |
| Galles      | Cardiff Swansea | Arms Park St. Helen's |
| Inghilterra | Londra          | Twickenham            |
| Irlanda     | Dublino         | Lansdowne Road        |
| Scozia      | Edimburgo       | Murrayfield           |

## Risultati
| Arbitro: | R.A. Beattie |

|                 |      |               |
| McCarley JI Ree | mt   | Candler Sever |
| Jenkins         | tr   | Freakes       |
| Jenkins (2)     | c.p. |               |

| Arbitro: | Cyril Gadney |

|          |      |              |
| Crawford | mt   | McCarley (2) |
| Crawford | tr   |              |
| Crawford | c.p. |              |

| Arbitro: | James Ireland |

|                          |      |                                                         |
| Bailey Cromey Daly Mayne | mt   | Bolton Giles Marshall Nicholson Prescott Reynolds Unwin |
| Crowe                    | tr   | Parker (6)                                              |
|                          | c.p. | Parker                                                  |

| Arbitro: | Cyril Gadney |

|                             |      |                                |
| Drummond Forrest (2) Macrae | mt   | Cromey Moran Morgan O'Loughlin |
| Crawford (2)                | tr   | Walker                         |
| Drummond                    | c.p. |                                |
| Dorward                     | drop |                                |

| Arbitro: | James Ireland |

|                |      |          |
| Clement Taylor | mt   | Moran    |
| Legge          | tr   | McKibbin |
| Wooller        | c.p. |          |

| Arbitro: | Ivor David |

|            |      |                           |
| Unwin      | mt   | Dick Renwick (2) Shaw (2) |
| Parker (3) | c.p. | Crawford (2)              |
| Reynolds   | drop |                           |

## Classifica
| Pos | Squadra     | G | V | N | P | PF | PS | DP  | Pt |
| --- | ----------- | - | - | - | - | -- | -- | --- | -- |
| 1   | Scozia      | 3 | 3 | 0 | 0 | 52 | 36 | +16 | 6  |
| 2   | Galles      | 3 | 2 | 0 | 1 | 31 | 21 | +10 | 4  |
| 3   | Inghilterra | 3 | 1 | 0 | 2 | 60 | 49 | +11 | 2  |
| 4   | Irlanda     | 3 | 0 | 0 | 3 | 33 | 70 | −37 | 0  |